# Juleon Schins
Juleon M. Schins (1964) is een Nederlandse biofysicus, wetenschapsfilosoof en onderzoeker in het Swammerdam Instituut voor Levenswetenschappen (Universiteit van Amsterdam).
Schins studeerde natuurkunde aan de Universiteit van Amsterdam. Hij studeerde eerst af bij theoretische natuurkunde en haalde een tweede bul bij experimentele natuurkunde. Zijn promotieonderzoek deed hij bij het AMOLF of FOM-Instituut voor Atoom- en Molecuulfysica.